# Delomerista
Genre
Delomerista est un genre d'insectes hyménoptères apocrites de la famille des Ichneumonidae, de la sous-famille des Pimplinae, de la tribu des Delomeristini.

## Classification
Le genre Delomerista est décrit par Förster en 1868,.

## Espèces du genreDelomerista
Selon BioLib et Catalogue of Life en 2023, le nombre d'espèces est de dix-huit, :
- Delomerista borealis Walkley, 1960
- Delomerista diprionis Cushman, 1939
- Delomerista excavata Ulbricht, 1913
- Delomerista frigida Kasparyan, 1977
- Delomerista indica Gupta, 1982
- Delomerista japonica Cushman, 1937
- Delomerista kusuoi Uchida & Momoi, 1957
- Delomerista laevis (Gravenhorst, 1829)
- Delomerista lepteces Walkley, 1960
- Delomerista longicauda Kasparyan, 1973
- Delomerista mandibularis (Gravenhorst, 1829)
- Delomerista masoni Gupta, 1982
- Delomerista novita (Cresson, 1870)
- Delomerista orientalis Momoi, 1973
- Delomerista pfankuchi Brauns, 1905
- Delomerista strandi Ulbricht, 1911
- Delomerista townesorum Gupta, 1982
- Delomerista walkleyae Gupta, 1982[4]

## Répartition
Les espèces de ce genre se trouvent en Europe, en Afrique australe et en Amérique du Nord.

### Publication originale
- Verh. Naturh. Ver. Rheinlande, 25 Arnold Förster 1868 164p.